# The Headshrinkers
The Headshrinkers was een professioneel worsteltag team dat actief was in het World Wrestling Federation (WWF). Het team bestond uit Samu en Fatu. Ze worstelden in het verleden onder de naam The New Wild Samoans in het National Wrestling Alliance (NWA) en als The Samoan Swat Team in World Championship Wrestling (WCW), World Class Championship Wrestling (WCCW), World Wrestling Council (WWC) en het American Wrestling Federation (AWF).

## In worstelen
- Finishers
  - Diving headbutt
  - Double diving headbutt
  - Top rope splash

- Signature moves
  - Double forward Russian legsweep
  - Double headbutt
  - Double savate kick

- Managers
  - Lou Albano
  - Buddy Roberts
  - Paul E. Dangerously
  - Oliver Humperdink
  - Afa

## Kampioenschappen en prestaties
Fatu en Samu
- World Class Championship Wrestling
  - WCWA Tag Team Champion (3 keer)
  - WCCW Texas Tag Team Champion (1 keer)

- World Wrestling Council
  - WWC Caribbean Tag Team Championship (1 keer)

- World Wrestling Federation
  - WWF World Tag Team Championship (1 keer)

Kokina, Fatu en Samoan Savage
- Universal Wrestling Association
  - UWA World Trios Championship (1 keer)

Samu en Lloyd Anoa'i
- Independent Superstars of Pro-Wrestling
  - ISPW Tag-Team Championship (1 keer)

- World Wrestling Council
  - WWC Tag Team Championship (1 keer) (Als de Tahitian Warriors)

- Wrestling Observer Newsletter awards
  - Worst Worked Match of the Year (1993) met Bastion Booger en Bam Bam Bigelow vs. The Bushwhackers en Men on a Mission op Survivor Series.